# ムンバイ列車爆破事件

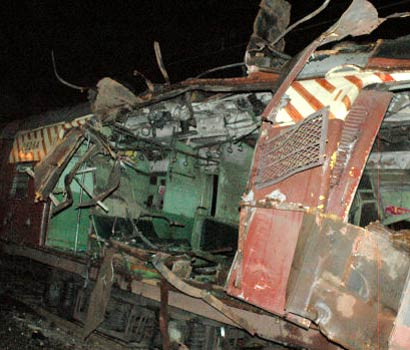
爆破された列車

ムンバイの郊外の鉄道路線地図

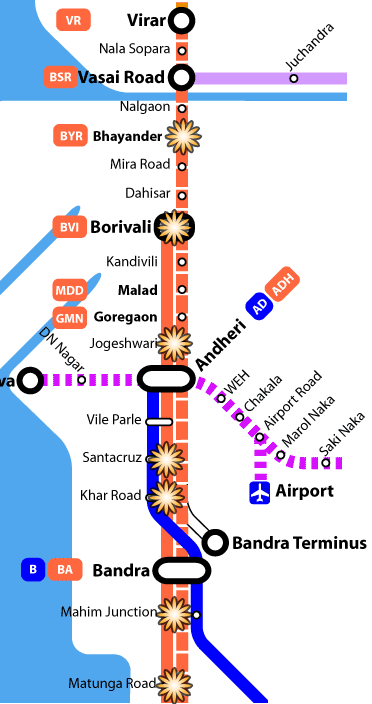
車両が爆破された地点

ムンバイ列車爆破事件（ムンバイれっしゃばくはじけん、11 July 2006 Mumbai train bombings）は、インドのマハーラーシュトラ州の州都・ムンバイで現地時間2006年（平成18年）7月11日18時頃に発生した、ムンバイ近郊鉄道の車両が7ヵ所で爆破された事件である。会社などからの帰宅時を狙って起きた犯行であるため、多数の死傷者が出た。最終的に死者は209名（186人とも）、負傷者は700名を越えた。

## 死傷者
| 場所                                                                                  | 時間（インド標準時刻） | 死者 | 負傷者 | 情報源 |
| ------------------------------------------------------------------------------------- | ---------------------- | ---- | ------ | ------ |
| Khar Road                                                                             | 18:24                  | 71   |        |        |
| Bandra                                                                                | 18:24                  |      |        |        |
| Jogeshwari                                                                            | 18:25                  | 29   |        |        |
| Mahim                                                                                 | 18:26                  | 22   |        |        |
| Bhayandar - Mira Road                                                                 | 18:29                  | 44   |        |        |
| Matunga Road                                                                          | 18:30                  | 24   |        |        |
| Borivali1                                                                             | 18:35                  | 10   |        |        |
| 合計                                                                                  | 11分間                 | 200  | 714    | [ 2 ]  |
| 1一つの爆弾は爆発したが、もう一つは警察に発見され信管を取り除かれた為爆発しなかった。 |                        |      |        |        |

硝酸アンモニウムとRDXの混合物2.5kgが詰められた圧力鍋がインド西部鉄道を走る各列車に置かれた。最初の爆発は現地時間の18:24に発生、爆発は11分間連続的に続いた。爆発物の置かれた車両は全て一等車で、普通席（中には女性専用席も）であった。市の中心部のチャーチゲイト（Churchgate）駅から西の郊外に向う列車が狙われた。爆発はMatunga Road、Mahim、Bandra、Khar Road、Jogeshwari、Bhayandar、Borivaliの各駅またはその付近で発生した。当局者の一人は「テロがあるとの情報はあった。しかし、時間と場所が特定できなかった」と後に語った。この連続列車爆破事件の数時間前にジャンムー・カシミール州のシュリーナガルで手榴弾を用いた連続爆破事件が発生していた。しかし、内務相は関連性を否定した。
事件後、ムンバイの警察長官のA. N. Royは、これらの爆発で100人以上が死亡、数百人が負傷したと発表し、「7回の爆破は、世界の中で最も混雑した都市の通勤路線網に沿って発生した」とも付け加えた。マハーラーシュトラ州長補佐官のR. R. Patilによると合計200人が死亡し、714人の負傷が確認された 。 死傷者はその後も増え続け、9月には209名に達した。 
マハーラーシュトラ州、及びインドの主要都市は直ちに厳戒態勢が敷かれた。ムンバイにある2つの空港は警戒状態に入り、インド西部鉄道は閉鎖、その他の鉄道路線でも厳重な保安がなされ、通勤客へのボディーチェックと厳重な監視が実施された。都市バス企業のBESTが、取り残された通勤客へバスの振り替え輸送を実施した。
インド西部鉄道は数時間に渡って全面的に閉鎖されたが、現地時間の真夜中には部分的に解除された。インド中部鉄道は通常通り営業した。

## 捜査
事件後36時間以内におよそ350人が疑わしいとして身柄を拘束された。
7月14日、ラシュカル＝エ＝クァッハル（Lashkar-e-Qahhar）と名乗る組織が、同事件の犯行声明を出した。テレビ局に送られた犯行声明の電子メールで、爆破は「グジャラート州とカシミール州でのムスリム弾圧に対する報復」であり、チャットラパティー・シヴァージー国際空港とインド門、アーグラのタージ・マハルやデリーの赤い城の爆破も計画していたと主張している。メールには、16人から成るグループが鉄道を爆破し無傷であるとも書かれていた。インド諜報機関によると、ラシュカル＝エ＝クァッハルは、ラシュカル=エ=タイバ（Lashkar-e-Taiba.略称LeT）の別働隊とされた。その後、ムンバイ警察は、ラシュカル=エ=タイバとインド学生イスラム運動（Students Islamic Movement of India. 略称SIMI）の犯行と結論付けた。またアルカーイダの関与も指摘されている。CNNは8月30日に「インド政府はムンバイ列車爆破事件がパキスタン軍統合情報局（ISI）によって計画されたものと判断している」と報じた。しかし、インドの国家安全担当官は、断定を避けた。
7月21日、3人の容疑者が逮捕された。2人はビハール州で、1人はムンバイであった。3人ともSIMIのメンバーであった。さらにケニヤで爆弾訓練を指導した疑いでアブドゥール・カーリーム・トゥンダが逮捕された。ラシュカル=エ=タイバの有力メンバーとしてインド公安当局が追跡していた男であった。
事件後、多くのムスリムが疑わしいとして身柄を拘束されたことから、ムスリムから抗議の声が上がった。
2009年の2月27日、ニュース番組でインディアン・ムジャヒディーンの指導者で拘留中のサディーク・シェイクは、ムンバイ列車爆破事件に関与したことを認めた。ムンバイ中心部にあるアパートの一室でシェイクとその部下が圧力鍋を爆発物にする技術的指導を行ったという。また彼ら5人が爆破する列車を選定し列車の切符を手配したという。一方で彼の告白はISIやアルカーイダへの疑惑を逸らすための虚偽であるとも指摘されている。

## パキスタン関係
事件後の7月14日、インド外相は「パキスタンのパルヴェーズ・ムシャラフ大統領が2004年に示した平和方針を守らないならばパキスタンとの交渉を中止する」と発表した。一方でインドのマンモハン・シン首相はムシャラフの「交渉中断はテロリストを喜ばせるだけだ」という声明に同意を示した。
9月16日、キューバのハバナで開催された非同盟諸国首脳会議で、シンとムシャラフは「両国は公式の平和交渉を再開し、共同でテロリズムに対決していく」という共同声明を発表した。